# Metabiantes flavus
Metabiantes flavus is een hooiwagen uit de familie Biantidae.